# Gua Sha
Gua sha (en chino, 刮痧), también llamado kerokan, es una práctica pseudomédica que forma parte de la medicina tradicional china. Sus practicantes utilizan una herramienta —generalmente de piedra— para raspar la piel de la persona hasta causar daños al tejido. Los proponentes creen que esta práctica tiene beneficios medicinales. A veces los términos "guasa" o "goa" son utilizados para referirse al Gua sha y el tratamiento también ha sido llamado por el nombre francés descriptivo, tribo-effleurage.
Críticos de la medicina alternativa como el experto Edzard Ernst señalan que esta modalidad de tratamiento causa hematomas por traumatismos y no tiene ningún beneficio médico, y que cualquier beneficio aparente de gua sha se debe o a un sesgo en el reporte de resultados o al efecto placebo.

## Efectividad y riesgos
Las investigaciones científicas no respaldan la efectividad del Gua sha. Algunos estudios lo han comparado a la acupuntura, sin embargo estos estudios han sido de calidad dudosa y se requieren más estudios al respecto.
El gua Sha puede causar daños a los tejidos.
De acuerdo con el experto en medicina alternativa Edzard Ernst, pruebas clínicas del gua sha "solo demuestran cuan notables pueden ser los resultados del efecto placebo, particularmente cuando el tratamiento es exótico, ocurre en un ambiento de veneración, implica contacto físico, es ligeramente doloroso y genera grandes expectativas."
Más aún, el sitio web Science-Based Medicine ha calificado el gua sha como una forma de "pseudomedicina", sin buena evidencia de que tenga ningún efecto benéfico: "son hematomas por trauma".
La Revista de la Academia americana de Dermatología reporta que los efectos secundarios del gua sha tienen un amplio rango: desde los menores como dermatitis, quemaduras y hematuria, hasta algunos inusuales y muy serios como hematoma cerebral y daños severos que requieren trasplantes de piel. Los daños en la piel causados por el gua sha se asemejan a aquellos causados por abuso infantil, y existen casos de familias procesadas legalmente por utilizar gua sha.

## Historia
El gua sha fue llevado a Vietnam desde China como cạo gió, y se hizo muy popular. Este término se traduce aproximadamente como "raspar el viento", ya que en la cultura vietnamita "pescar un resfrio" o tener fiebre es algo a lo que se refiere como trúng gió, "pescar viento". El origen de este término es el "Shang Han Lun", un texto de medicina china del año 220 d. C. sobre enfermedades inducidas por el frío.—Como en la mayor parte de los países asiáticos, la ciencia médica china tuvo una profunda influencia en Vietnam, especialmente entre los siglos V y VII d. C. El Cạo gió es un tratamiento extremadamente común en Vietnam y entre expatriados vietnamitas.

## En cultura popular
La película "El Tratamiento Gua Sha" (en chino, 刮痧; pinyin, 'guā shā' ) fue filmada en Hong Kong y muestra el gua sha. Es una historia sobre los conflictos culturales experimentados por una familia china en los Estados Unidos.